# トットてれび
『トットてれび』は、NHK総合テレビの「土曜ドラマ」枠で2016年4月30日から6月18日まで毎週土曜20時15分 - 20時43分に放送された日本のテレビドラマ。全7話。
「トットちゃん」こと女優・タレントの黒柳徹子著の自伝エッセイ『トットひとり』『トットチャンネル』を原作に、テレビとともに歩み続けた黒柳の半生とさまざまな人々との交流を中園ミホの脚本、満島ひかりの主演によりテレビドラマ化。第43回放送文化基金賞番組部門最優秀賞受賞作。

## 概要
二部構成の前半（第1話 - 第4話）では「青春編」として1953年にNHKの専属テレビ女優第1号となった黒柳が『夢であいましょう』『若い季節』など1960年代の自由で創造的だった草創期のテレビの世界を駆け抜ける様子を描き、ニューヨークでの留学生活や玉ねぎヘアー誕生のエピソードなどを交えた後、後半（第5話 - 第7話）では「友情編」として『徹子の部屋』『ザ・ベストテン』の時代に至るまで森繁久彌、渥美清、向田邦子などとの絆を描く。各話のエンディングでは、当時のヒット曲を現代風にミュージカル仕立てにショーアップして繰り広げる。
平成28年度文化庁芸術祭参加作品として、2016年10月23日から11月6日までNHK BSプレミアムにて再放送された。
2017年6月に第43回放送文化基金賞の【番組部門】テレビドラマ番組において最優秀賞を受賞し、同賞受賞作品として同年8月19日未明（18日深夜）にNHK総合にて全7話が再放送された。

## 企画・制作
『窓ぎわのトットちゃん』の続々編にあたる『トットひとり』と、続編にあたる『トットチャンネル』を原作として、自身を「筋金入りの黒柳徹子ファン」だと語る中園ミホが脚本を担当する。キャッチコピーの「世の中なんだか、徹子さんが足りない。」をテーマに、誕生から60年あまりの間に幾多の前例や決まり事によって縛られてしまったテレビの世界にあって何者にも縛られず自由であり続けた黒柳のごとく、かつてテレビが創造性に溢れ自由だった時代の物語を、自由かつ大胆に、様々な挑戦に意欲的に取り組みつつドラマ化する。
主演の配役は、ドラマ化の依頼を受けた黒柳が、連続テレビ小説『おひさま』で同一人物を演じて共演した満島を指名した。「できないです!」と2回断った末にスタッフの熱意に心を動かされて出演を決めた満島は、黒柳と2人で食事をし、演技に関するアドバイスも受けて撮影に臨んだ。本作のメインポスターの撮影を担当した篠山紀信は、玉ねぎヘアー姿の満島を目にして「（黒柳と）そっくりだな」とつぶやいたという。
60年前のテレビを再現するにあたり、機材や番組セットなど一部本物を除いて当時の写真・映像資料やNHK放送博物館の収蔵物などをもとにレプリカを作成。操作方法など当時を知るスタッフにインタビューしたり文献を調査したりしながら、スタジオ内の美術セットから撮影スタッフ、照明、音声機器、役者の控え場所に至るまで、ドラマの内容に合わせて再構成しつつも、詳細に再現している。
音楽は連続テレビ小説『あまちゃん』の音楽を手掛けた大友良英、Sachiko M、江藤直子が担当する。『若い季節』など当時生放送だったため映像も劇伴の楽譜も現存していないテレビドラマ作品の音楽については、『若い季節』などの劇伴を手掛けた作曲家の桜井順が現存する当時の脚本をもとに思い出しながら編曲も含めて極力オリジナルに近いものを楽譜に書き起こし、劇中にて再現している。劇中の音楽シーンについては、一般的には撮影・編集後の映像にあわせて後から音楽を録音するか、あたかも歌ったり演奏しているかのように事前に録音した音源にあわせて「当て振り」で演技しながら撮影するが、本作では、第1話の中納良恵（EGO-WRAPPIN'）が「買い物ブギ」を歌うシーンを始めとして、ほとんどの音楽シーンにおいて出演者やミュージシャンがその場で生演奏で歌い、演奏したものを生収録している。
本作で2度目となる向田邦子役を演じたミムラは、役作りにおいて衣装・メイク等に加えて向田が書く原稿にまでこだわり、現存する向田の手書き原稿をもとに筆致から間違いの修正法、原稿用紙の使い方に至るまで細かく研究し、原稿を書いている手元の映像や積まれている原稿にまで、撮影で映る原稿のすべてを再現している。

## あらすじ
好奇心旺盛で1940年（昭和15年）、7歳にして小学校を退学になったトットちゃんは、20歳になった時に見た人形劇に心奪われて子供に上手に絵本を読んであげられるお母さんになりたいと願い、テレビジョン放送開始を控えるNHKの専属俳優の募集広告を新聞で偶然目にして絵本の上手な読み方を教えてもらえるかもと応募し、その純真無垢な性格により6,000人以上の応募者の中から採用されて「テレビ女優の第一号」なる。
テレビジョン放送が始まったばかりの新人時代、ラジオやテレビのドラマでのエキストラ役も目立ち過ぎてなかなか上手くいかなかったが、オーディションを経て飯沢匡により『ヤン坊ニン坊トン坊』のトン坊役に抜擢されことを転機に、22歳にして「NHKの三人娘」の1人として脚光を浴びる。1958年（昭和33年）末には『第9回NHK紅白歌合戦』の司会に起用され、テレビ受像機の急速な普及に伴って週7本のレギュラー番組を抱えるなど多忙を極めて、リハーサル中に倒れて入院するほど過密スケジュールになるなどテレビジョンに欠かせない存在になっていく。『夢であいましょう』『若い季節』などすべての番組が生放送だったテレビジョンの草創期、渥美清、坂本九らと共演した『若い季節』のスタジオはセットが壊れたり出演者が台詞を忘れたりで大混乱に陥るが、徹子は持ち前の機転と早口で窮地を救う活躍を見せる。
1964年（昭和39年）の東京オリンピック開催を機にカラーテレビが普及し、民放各局も開局してテレビドラマの現場も生放送から収録に変わり、テレビ女優として15年間走り続けて38歳となった徹子は親しくしていた向田邦子の勧めもあって、大人気となった連続テレビ小説『繭子ひとり』への出演を半年で切り上げて仕事を休養する。アメリカ・ニューヨークへ渡った徹子はブロードウェイの演劇スタジオに通い、ニューヨークでの生活を満喫、伊集院ディレクターに請われて『繭子ひとり』にニューヨークから出演する。ニューヨークでの生活で迷いの消えた徹子は今までにない仕事に取り組みたいと気分も新たに、洋服にも和服にも似合うと新たに開発した「タマネギヘア」を土産に帰国する。
1976年（昭和51年）に『徹子の部屋』をスタートさせた徹子は、向田邦子が脚本を執筆するアパートに連日入りびたっては、邦子の作る手料理をともに味わいながらたわいのない会話を交わして時間を過ごしている。やがて邦子は『寺内貫太郎一家』『時間ですよ』『阿修羅のごとく』などで人気脚本家となり、初めて執筆した短編小説で直木賞を受賞して、徹子は祝賀パーティで司会を務める。「徹子さんがおばあさんになったところを書いてみたい」と願う邦子は1981年（昭和56年）8月、旅先の台湾で飛行機事故に遭遇しこの世を去る。
テレビ草創期の共演で渥美清と出会った徹子は、下町・浅草の舞台出身の渥美とは当初反りが合わなかったが、次第に互いに「兄ちゃん」「お嬢さん」と呼びあう親しい間柄となって2人の仲は週刊誌にも書きたてられる。やがて渥美が『男はつらいよ』の寅さん役でスターとなっても2人の関係は変わることなく、毎年正月には2人で映画館に『男はつらいよ』を見に行く。1994年（平成6年）、すでに病魔に蝕まれていた渥美は『男はつらいよ』の撮影現場を初めて訪れた徹子に対し笑顔で振る舞い、程なくしてこの世を去る。
2001年（平成13年）の『徹子の部屋』25周年番組に第1回目のゲストで88歳となった森繁久彌がスペシャルゲストとして出演し、過去を振り返りながら、「1回どう」が口癖で第一印象が「近所のちょっとエッチなおじさん」だったという初めて出会った頃や、森繁が台詞をまったく覚えず「カンペ」に頼りながらも圧巻の演技を披露した共演ドラマ、1978年（昭和53年）に共演したテレビ25周年記念番組でのエピソードなど披露する。歳をとって無気力な森繁の姿に失望した徹子はCMの間に森繁を一喝し、森繁は徹子が好きだった「知床旅情」を切々と歌う。それから2年後、車を待つ徹子の前に偶然通りかかった車中から森繁が声をかけたのが最後の会話となる。

## 登場人物
〈〉内の回は、回想シーンのみの登場。

### 主要人物
黒柳徹子
演 - 満島ひかり（7歳、小学生、11歳：藤澤遥）
NHKの専属テレビ女優第1号で、テレビとともに人生を歩む。愛称、「トット」。
渥美清
演 - 中村獅童（第1 - 4、6 - 最終話）
浅草のコメディアンからテレビの世界に転身し、徹子とは「お嬢さん」「兄ちゃん」と呼び合い親しくなる。のちに『男はつらいよ』の「寅さん」役で国民的スターになる。
坂本九
演 - 錦戸亮（第2、3、〈最終〉話）
ロカビリー歌手としてデビューし、「上を向いて歩こう」のヒットで大スターとなる。徹子と『夢であいましょう』『若い季節』で共演。愛称、「九ちゃん」。
向田邦子
演 - ミムラ（第1 - 5、最終話）
脚本家。森繁久彌に見い出されてヒット作品を連発し、小説家としても直木賞を受賞。徹子とは毎日会うほど親しい間柄となる。
伊集院ディレクター（伊集院正吉）
演 - 濱田岳
徹子と同時期に入局し、徹子の出演番組でフロアディレクターを務めた後、ディレクターに昇進する。
黒柳朝
演 - 安田成美（第1、2話）
徹子の母。
中華飯店の王（ワン）さん
演 - 松重豊
NHKの近くにある中華飯店の主人。徹子たち行きつけで、徹子の成長を見守る。森繁久彌の大ファン。
飯沢匡
演 - 大森南朋（第1話）
劇作家。『ヤン坊ニン坊トン坊』の作者で、徹子の個性を評価しトン坊役に抜擢する。
大岡龍男
演 - 武田鉄矢（第1、2話）
NHK文芸部プロデューサー。NHK受験時の試験官で、徹子ら新人を指導する。
黒柳守綱
演 - 吉田栄作（第1話）
徹子の父。
沢村貞子
演 - 岸本加世子（第3、4、最終話）
名女優。徹子が「母さん」と慕う。
森繁久彌
演 - 吉田鋼太郎
映画や舞台の大スター。徹子と50年を越えるつきあいとなる。
百歳の徹子さん
演 - 黒柳徹子
未来の世界からやってきて、駄菓子屋の店頭で店番をしながらテレビ界に生きる徹子を見守る。

### ゲスト
- 永六輔 - 新井浩文（第1、3話）
- 笠置シヅ子 - 中納良恵（EGO-WRAPPIN'）（第1話）[21]
- 里見京子 - 福田彩乃（第1、2、〈4〉話）
- 横山道代 - 菊池亜希子（第1、2、3、〈4〉、最終話）
- 女優の受験生 - 奥村佳恵（第1話）
- 三木のり平 - 小松和重 （第2、3、〈4〉、6、最終話）
- E・H・エリック - パトリック・ハーラン（第2、3、4、6、〈最終〉話）
- スリーバブルス・圭子 - 高橋愛（第2、3、〈最終〉話）
- スリーバブルス・智子 - 田中れいな（第2、3、〈最終〉話）
- スリーバブルス・直子 - 久住小春（第2、3、〈最終〉話）
- キレイな女優さん - 内田慈（第2、4話）
- 泰明ちゃん - 高村佳偉人（第2話）
- お相撲さん - 富士東和佳（第2話）
- 坂本スミ子 - 持田加奈子（第2、3、6話）
- 植木等 - 坪倉由幸（第3、〈4〉話）
- ハナ肇 - 杉山裕之（第3、〈4〉話）
- 谷啓 - 谷田部俊（第3、〈4〉話）
- 「若い季節」ディレクター - 北村有起哉（第3話）
- 犯人・橘 - 志賀廣太郎（第3話）
- スパーク3人娘 - 花房里枝、高橋美衣、辻美優（第3話）[22]
- 篠山紀信 - 青木崇高（第4話）
- チャップリン - 三浦大知（第4話）[23]
- 青森のおばさん - 木野花（第4話）
- タクシー運転手 - 田中要次（第5話）
- プロデューサー - 岩尾望（第5話）
- 映画スタッフ - 芹澤興人（第6話）
- モギリのお姉さん - 片桐はいり（第6話）
- 渥美の妻・正子 - 中村優子（第6話）
- ディレクター - 山中崇（最終話）
- AD - 前野朋哉（最終話）
- カメラマン - ピエール瀧（最終話）
- プロデューサー - 松田龍平（最終話）

## スタッフ
- 語り（パンダ） - 小泉今日子[2]
- 原作 - 黒柳徹子『トットひとり』『トットチャンネル』
- 脚本 - 中園ミホ
- 音楽 - 大友良英、Sachiko M、江藤直子
- 演奏 - 大友良英スペシャルビッグバンド
- 取材 - 小松昌代
- 制作統括 - 加賀田透
- プロデューサー - 訓覇圭、高橋練
- 演出 - 井上剛、川上剛、津田温子
- 制作・著作 - NHK

## 放送日程
| 各話   | 放送日  | サブタイトル                              | 演出          | 視聴率 | 挿入歌 / 歌                               | オリジナル歌手             |
| ------ | ------- | ----------------------------------------- | ------------- | ------ | ----------------------------------------- | -------------------------- |
| 第1話  | 4月30日 | テレビ女優第一号 黒柳徹子の笑いと涙の青春 | 井上剛        | 10.1%  | 買い物ブギ / 中納良恵（EGO-WRAPPIN'）     | 笠置シズ子                 |
| 第2話  | 5月07日 | 上を向いて歩こう!                         | 井上剛        | 11.2%  | 上を向いて歩こう / 錦戸亮                 | 坂本九                     |
| 第3話  | 5月14日 | 生放送は波乱の連続!                       | 井上剛        | 09.4%  | スーダラ節 / トットてれびオールキャスト   | ハナ肇とクレージーキャッツ |
| 第4話  | 5月21日 | 徹子、変身!玉ねぎヘア誕生                 | 川上剛 井上剛 | 08.7%  | New York, New York / 満島ひかり、三浦大知 | ライザ・ミネリ             |
| 第5話  | 6月04日 | 向田邦子と徹子・友情の物語                | 津田温子      | 10.1%  | なし                                      | なし                       |
| 第6話  | 6月11日 | 私の兄ちゃん・渥美清                      | 井上剛        | 08.2%  | 男はつらいよ / 中村獅童                   | 渥美清                     |
| 最終話 | 6月18日 | 徹子、森繁を叱る                          | 井上剛        | 08.4%  | 知床旅情 / 吉田鋼太郎                     | 森繁久彌                   |

- 5月28日はプロ野球中継『巨人×阪神』のため休止。
- 6月3日に第1話と第2話が、6月4日に第3話と第4話が再放送された[27]。

## 関連番組
- トットふたり〜黒柳徹子&満島ひかりスペシャルトーク（2016年5月25日、NHK総合）[27]

## 関連商品

### DVD
- トットてれび DVD-BOX（2016年11月23日、ポニーキャニオン、PCBE-55487）[28]

### CD
- 大友良英『GEKIBAN 1 〜大友良英サウンドトラックアーカイブス〜』（2019年3月6日、ビクターエンタテインメント、VICL-65133） - 「トットてれびのテーマ」収録

## 受賞
- 第4回コンフィデンスアワード・ドラマ賞 主演女優賞（満島ひかり）
- コンフィデンスアワード・ドラマ賞 年間大賞 2016年 主演女優賞（満島ひかり）
- 第89回ザテレビジョンドラマアカデミー賞 監督賞（井上剛、川上剛、津田温子）[29][30]
- 平成28年度（第67回）芸術選奨 放送部門 新人賞（井上剛）[31][32]
- 第54回ギャラクシー賞 テレビ部門 個人賞（満島ひかり）[注 5][33][34]
- 第43回放送文化基金賞
  - 【番組部門】 テレビドラマ番組 最優秀賞[3]
  - 【番組部門】 演技賞（満島ひかり）[3]